# Ust-Gur
Ust-Gur (en rus: Усть-Гур) és un poble del krai de Khabàrovsk, a Rússia, que el 2012 tenia 122 habitants.